# NK-Zelle

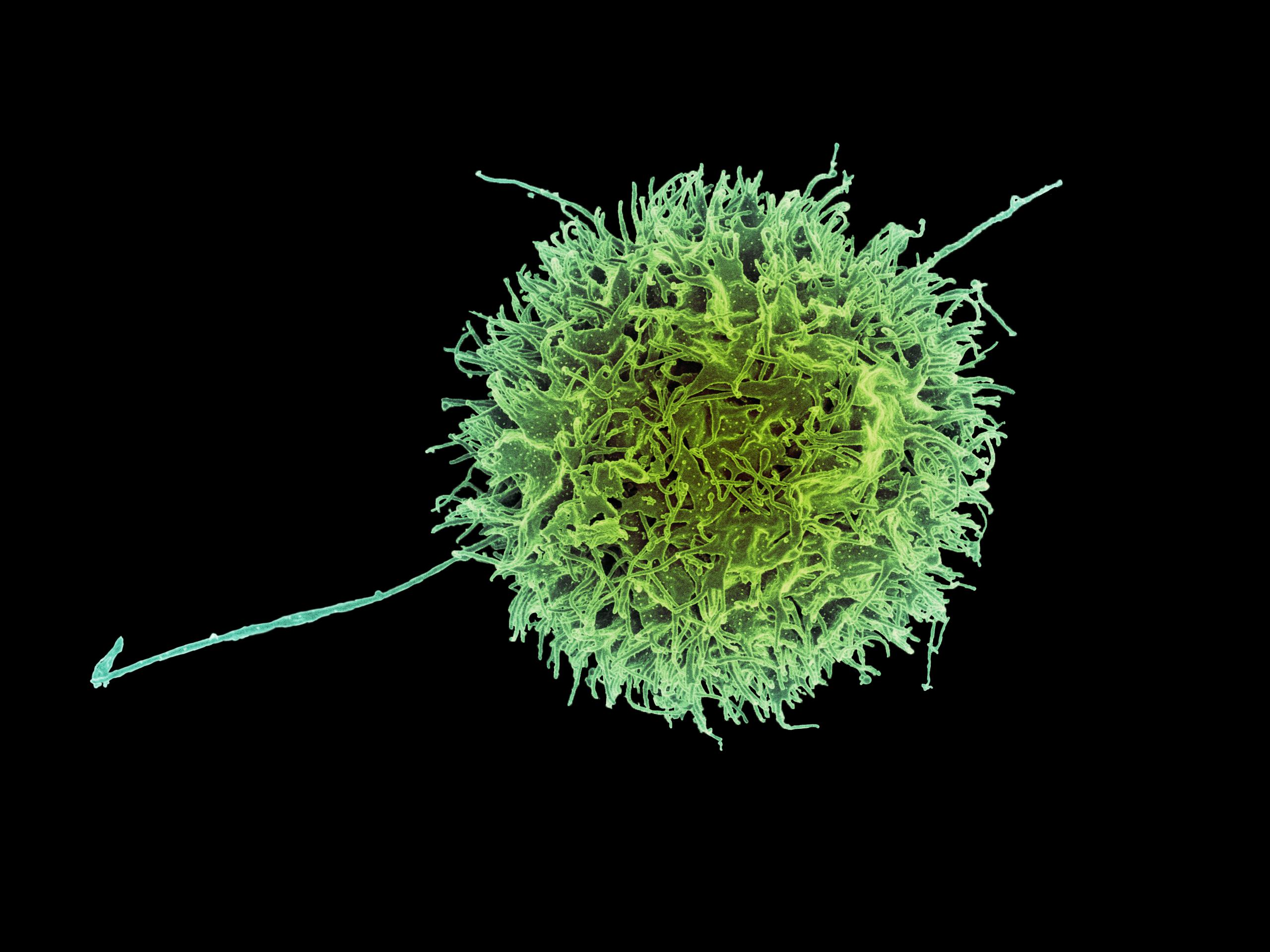
Kolorierte REM-Aufnahme einer humanen NK-Zelle

NK-Zellen (natürliche Killerzellen) gehören zu den Lymphozyten (Untergruppe der weißen Blutzellen oder Leukozyten). Sie sind in der Lage, abnormale Zellen wie Tumorzellen und virusinfizierte Zellen zu erkennen und abzutöten. NK-Zellen besitzen keine Antigen-spezifischen Rezeptoren und gehören zum angeborenen Immunsystem (daher die historisch begründete Bezeichnung „natürlich“). Gesunde Menschen haben einen Anteil von 5–15 % NK-Zellen an peripheren mononuklearen Blutzellen.

## Die Entwicklung der Zellen
NK-Zellen entwickeln sich wie die anderen Lymphozyten aus lymphatischen Vorläuferzellen im Knochenmark und zirkulieren später im Blutkreislauf. Sie sind größer als T-Lymphozyten und B-Lymphozyten. Zielstrukturen einer NK-Zelle sind virusinfizierte Zellen sowie Krebszellen, die sie über unveränderlich codierte Rezeptoren erkennt.
Ein wichtiger Marker für NK-Zellen ist der Rezeptor CD56. NK-Zellen im Blut werden als CD3-CD56+ definiert. NK-Zellen, die viel CD56 exprimieren (CD56bright), produzieren eher Cytokine, während NK-Zellen, die nur wenig CD56 exprimieren, eher zytotoxische Funktionen ausüben.

Aktivierung der NK-Zelle durch fehlenden MHC-I-Komplex an der infizierten Zelle

NK-Zellen unterscheiden Tumorzellen und Zellen, die von intrazellulären Mikroorganismen befallen sind, von normalen, körpereigenen Zellen mit Hilfe spezieller Rezeptoren (u. a. KIR-Moleküle, NKG2A mit CD94 und natürliche zytotoxische Rezeptoren), die mit MHC-Klasse-I-Molekülen auf der Oberfläche der Zielzellen interagieren. Tumor- und infizierte Zellen werden normalerweise von den cytotoxischen T-Lymphozyten aufgrund von Fremd-Antigenen, die sie im Komplex mit den MHC-I-Molekülen auf ihrer Oberfläche präsentieren, erkannt und eliminiert. Einige Viren sind in der Lage, die Präsentation von MHC-I-Molekülen auf der Oberfläche ihrer Wirtszellen zu unterdrücken und entgehen so der Zerstörung durch T-Lymphozyten. Die verminderte Expression der MHC-Moleküle auf Tumorzellen und von Mikroorganismen befallenen Zellen wird nun von den NK-Zellen erkannt und führt zur Apoptose der Zielzelle, ein Prinzip, das von dem schwedischen Immunologen Klas Kärre postuliert wurde und als Missing-self-Hypothese bezeichnet wird.

## Funktion
NK-Zellen scheinen eine wichtige Rolle an der Schnittstelle zwischen angeborener und erworbener Immunität zu spielen: offensichtlich führt die Interaktion zwischen natürlichen Killerzellen und dendritischen Zellen zu einer Selektion Antigen-präsentierender Zellen und fördert so die Modellierung der erworbenen Immunantwort.

## Erkenntnis aus dem Labor
NK-Zellen müssen nicht aktiviert werden, jedoch kann ihre Aktivität durch Interleukine (IL-2, IL-12) oder Interferone wie IFN-α und IFN-β gesteigert werden, die von Makrophagen sezerniert werden. Nach der Steigerung ihrer Aktivität können sie große Mengen IFN-γ produzieren, welches für die Eindämmung diverser Infektionen relevant ist. Sie können Zellen durch cytotoxische Granula zerstören, die an der Oberfläche der feindlichen Zelle freigesetzt werden, und deren Tod durch Apoptose bewirken. Die Aktivität der NK-Zellen lässt sich labortechnisch durch eine In-vitro-Analyse feststellen (NK-Zell-Aktivitätsanalyse).
Im Jahr 2018 wurde über den Einsatz spezieller Bioreaktoren berichtet, in denen NK-Zellen in hoher Ausbeute und Reinheit generiert werden können. Die so unter GMP-Bedingungen erzeugten NK-Zellen zeigten in vitro eine hohe Zytotoxizität gegenüber Tumorzellen.

## Theorie und Praxis
Lange Zeit war nicht genau geklärt, wie NK-Zellen ohne inhibitorische Rezeptoren eine Selbsttoleranz erzeugen. Ein Modell zur Erklärung lieferten Arbeiten, die zeigten, dass es zusätzlich zur NK-Zellreifung einen Prozess gibt, den man als „Licensing“ bezeichnet.
Bei diesem würden NK-Zellen, die keine inhibitorischen MHC-Klasse-I-Rezeptoren exprimieren, die zum Organismus passen, präsystemisch entweder nicht aktiviert werden (arming model) oder der letzte Aktivierungsschritt würde verhindert werden (disarming model).

## NK-Zell-Defizienz
Das Fehlen funktionaler NK-Zellen ist eine ausgesprochen seltene Erkrankung. Die klassische NK-Zell-Defizienz (CNKD) ist durch das Fehlen von natürlichen Killerzellen (NK-Zellen) und deren Funktion im peripheren Blut gekennzeichnet. Der bekannteste Fall wurde 1989 beschrieben: Ein Mädchen litt an mehreren schweren Infektionen mit Herpesvirales, da sie über keine funktionsfähigen NK-Zellen verfügte.  Seitdem wurden mindestens 18 weitere Patienten aus 12 unabhängigen Familien identifiziert (Stand 2013). Etwa 42 % der Betroffenen starben frühzeitig, und mehr als die Hälfte erlitt schwere Herpesvirus-Infektionen, am häufigsten durch Varizella-Zoster-Viren. Es wurden außerdem Infektionen mit Cytomegalovirus, Epstein-Barr-Virus und Herpes-simplex-Viren beschrieben. In 16 % der Fälle traten ungewöhnliche Infektionen mit Humanen Papillomviren, in 10 % Pilzinfektionen auf. Rund ein Fünftel der Patienten entwickelte bösartige Tumoren, darunter auch durch Viren ausgelöste Krebserkrankungen. Die Todesursachen waren hauptsächlich Virusinfektionen, Krebserkrankungen und mykobakterielle Infektionen. Zwei Menschen konnten bisher erfolgreich mit einer hämatopoetischen Stammzelltransplantation behandelt werden, einer verstarb jedoch an den Folgen. Eine funktionale NK-Zell-Defizienz (FNKD) ist durch nicht-funktionelle NK-Zellen gekennzeichnet, obwohl die Anzahl reifer NK-Zellen im peripheren Blut im Normbereich liegt. Diese Erkrankung wurde erstmals bei zwei Patienten mit wiederkehrenden Infektionen der oberen Atemwege und Herpes-simplex-Virus-Infektionen beschrieben.